# Stanton (Texas)
Stanton ist die Bezirkshauptstadt von Martin County und liegt im Südosten des Bundesstaats Texas der USA. Das U.S. Census Bureau hat bei der Volkszählung 2020 eine Einwohnerzahl von 2.657 ermittelt.

## Lage
Die auf einer Höhe von 812 Metern gelegene Stadt liegt nordöstlich von Odessa, zwischen Midland und Big Spring, an der Interstate 20.

## Geschichte
Stanton, bei seiner Gründung 1881 Grelton genannt, war damals nur ein Punkt auf der Landkarte in der Nähe der Bahnlinie der Texas and Pacific Railroad. Deutsche Katholiken aus Kansas und Arkansas waren die ersten Siedler. Sie benannten die Kleinstadt 1885 in Marienfeld um. Mehrere Dürreperioden zerschlugen jedoch die landwirtschaftlichen Träume der Deutschen, so dass sie gezwungen waren, sich nach besserem Land umzusehen – sie fanden es dann in Louisiana.
Als die deutsche Bevölkerung fast gänzlich weggezogen war, wurde die Stadt 1890 erneut umbenannt. Schulkinder, mit Hilfe der Lehrerschaft, suchten den Namen Stanton aus, nach Lincolns Kriegsminister und ehemaligem Richter am Supreme Court Edwin McMasters Stanton.

Bis 1950 prägten Viehzucht und Landwirtschaft, hauptsächlich der Baumwollanbau, das wirtschaftliche Bild von Stanton. Im Jahre 1951 wurde ein Ölfeld in der Region entdeckt und das dahindämmernde Stanton profitierte vom ausbrechenden Öl-Boom. Krankenhäuser, Schulen und Infrastruktur konnten modernisiert werden. Trotzdem stellte die Texas und Pacific Railroad 1977 nach 96 Jahren ihren Dienst nach Stanton ein. Die Verbindung zur Außenwelt stellen heute zwei Buslinien und der regionale Flughafen her.